# Nathan Walker
Nathan Walker (* 7. února 1994) je australský lední hokejista a reprezentant, který prošel mládežnickýcm systémem HC Vítkovice Steel, za které v letech 2011–2012 nastupoval v české nejvyšší soutěži. Od roku 2019 hraje v severoamerické NHL za klub St. Louis Blues a jejich farmu v AHL.

## Dětství
Narodil se ve Walesu, ve věku dvou let se s rodiči přestěhoval do Austrálie. Jeho otec hrál ragby a přivedl Nathana nejprve k této hře. Od šesti let začal hrát hokej za tým Blacktown Flyers. Jako třináctiletý talent se prostřednictvím trenéra Ivan Manca ze Slovenska dostal do České republiky.

## Hokejová kariéra
Od roku 2008 hrál za mládežnické týmy Vítkovic. Nastupoval v extralize dorostu a juniorů, kde patří mezi nejlepší útočníky ligy. V ročníku 2010/2011 odehrál v juniorské extralize 37 utkání s bilancí 20 gólů a 22 asistencí, dalších 10 utkání a 14 kanadských bodů si připsal mezi dorostenci.
V roce 2010 také nastoupil jako šestnáctiletý k několika utkáním v australské hokejové lize za tým Sydney Ice Dogs.
V roce 2011 byl nominován do národního týmu Austrálie na mistrovství světa seniorů – divize II, které se konalo v australském Melbourne. Ve čtyřech utkáních vstřelil čtyři góly a na další dva přihrál. Významnou měrou přispěl k vítězství svého týmu a postupu do divize I. Byl vyhlášen nejlepším hráčem týmu a vyhrál hodnocení +/- bodů celého turnaje.

## Seniorský debut
9. října 2011 poprvé nastoupil za A-tým Vítkovic v extraligovém utkání proti BK Mladá Boleslav a podílel se na vítězství svého týmu 8:4 jednou brankovou asistencí. Stal se tak prvním australským hokejistou, který kdy hrál nejvyšší soutěž evropské země. O týden později dal Slavii první svojí první extraligovou branku. V roce 2013 se přesunul do Severní Ameriky a v roce 2014 byl draftován ve třetím kole klubem Washington Capitals. Po několika sezónách v AHL se prosadil do NHL. Stal se tedy prvním Australanem hrajícím NHL (dosud stále jediným).

## Klubové statistiky
| Sezona  | Klub                     | Soutěž             | Základní část | Základní část | Základní část | Základní část | Základní část | Play off | Play off | Play off | Play off | Play off |
| Sezona  | Klub                     | Soutěž             | Z             | G             | A             | B             | TM            | Z        | G        | A        | B        | TM       |
| ------- | ------------------------ | ------------------ | ------------- | ------------- | ------------- | ------------- | ------------- | -------- | -------- | -------- | -------- | -------- |
| 2007-08 | HC Vítkovice Steel dor.  | Extraliga st. dor. | 1             | 0             | 0             | 0             | 2             | —        | —        | —        | —        | —        |
| 2008-09 | HC Vitkovice Steel dor.  | Extraliga st. dor. | 33            | 6             | 9             | 15            | 16            | 5        | 1        | 0        | 1        | 4        |
| 2009-10 | HC Vitkovice Steel dor.  | Extraliga st. dor. | 28            | 22            | 20            | 42            | 47            | 2        | 2        | 2        | 4        | 4        |
| 2009-10 | HC Vitkovice Steel jun.  | Extraliga jun.     | 23            | 5             | 5             | 10            | 16            | 1        | 0        | 0        | 0        | 0        |
| 2010    | Sydney Ice Dogs          | AIHL (AUS)         | 4             | 0             | 1             | 1             | 0             | —        | —        | —        | —        | —        |
| 2010-11 | HC Vitkovice Steel dor.  | Extraliga st. dor. | 10            | 4             | 10            | 14            | 22            | —        | —        | —        | —        | —        |
| 2010-11 | HC Vitkovice Steel jun.  | Extraliga jun.     | 35            | 20            | 20            | 40            | 20            | —        | —        | —        | —        | —        |
| 2011-12 | HC Vitkovice Steel       | ELH                | 34            | 4             | 5             | 9             | 8             | 1        | 0        | 0        | 0        | 2        |
| 2011-12 | HC Vitkovice Steel jun.  | Extraliga jun.     | 14            | 14            | 6             | 20            | 16            | 3        | 0        | 1        | 1        | 0        |
| 2011-12 | HC Vitkovice Steel dor.  | Extraliga st. dor. | —             | —             | —             | —             | —             | 3        | 4        | 1        | 5        | 14       |
| 2011-12 | HC Olomouc               | 1. liga            | 2             | 0             | 1             | 1             | 4             | 5        | 0        | 0        | 0        | 6        |
| 2012-13 | HC Vitkovice Steel       | ELH                | 20            | 0             | 1             | 1             | 8             | —        | —        | —        | —        | —        |
| 2012-13 | HC Vitkovice Steel jun.  | Extraliga jun.     | 13            | 12            | 12            | 24            | 42            | —        | —        | —        | —        | —        |
| 2012-13 | HC Šumperk               | 1. liga            | 3             | 0             | 1             | 1             | 2             | —        | —        | —        | —        | —        |
| 2012-13 | Youngstown Phantoms      | USHL               | 29            | 7             | 20            | 27            | 5             | —        | —        | —        | —        | —        |
| 2013-14 | Hershey Bears            | AHL                | 43            | 5             | 6             | 11            | 40            | —        | —        | —        | —        | —        |
| 2014-15 | Hershey Bears            | AHL                | 28            | 1             | 3             | 4             | 30            | —        | —        | —        | —        | —        |
| 2014-15 | South Carolina Stingrays | ECHL               | 6             | 2             | 2             | 4             | 0             | —        | —        | —        | —        | —        |
| 2015-16 | Hershey Bears            | AHL                | 73            | 17            | 24            | 41            | 41            | 20       | 2        | 3        | 5        | 11       |
| 2016-17 | Hershey Bears            | AHL                | 58            | 11            | 12            | 23            | 33            | 12       | 2        | 4        | 6        | 0        |
| 2017-18 | Edmonton Oilers          | NHL                | 2             | 0             | 0             | 0             | 2             | —        | —        | —        | —        | —        |
| 2017-18 | Washington Capitals      | NHL                | 7             | 1             | 0             | 1             | 4             | 1        | 0        | 1        | 1        | 0        |
| 2017-18 | Hershey Bears            | AHL                | 40            | 9             | 13            | 22            | 36            | —        | —        | —        | —        | —        |
| 2018-19 | Hershey Bears            | AHL                | 58            | 17            | 22            | 39            | 54            | 9        | 1        | 4        | 5        | 24       |
| 2018-19 | Washington Capitals      | NHL                | 3             | 0             | 1             | 1             | 2             | —        | —        | —        | —        | —        |
| 2019-20 | St. Louis Blues          | NHL                | 5             | 1             | 1             | 2             | 4             | —        | —        | —        | —        | —        |
| 2019-20 | San Antonio Rampage      | AHL                | 46            | 19            | 13            | 32            | 29            | —        | —        | —        | —        | —        |
| 2020-21 | St. Louis Blues          | NHL                | 8             | 1             | 0             | 1             | 2             | —        | —        | —        | —        | —        |
| 2020-21 | Utica Comets             | AHL                | 4             | 2             | 0             | 2             | 6             | —        | —        | —        | —        | —        |
| 2021-22 | St. Louis Blues          | NHL                | 30            | 8             | 4             | 12            | 2             | 4        | 0        | 0        | 0        | 2        |
| 2021-22 | Springfield Thunderbirds | AHL                | 47            | 19            | 25            | 44            | 24            | —        | —        | —        | —        | —        |
| 2022-23 | St. Louis Blues          | NHL                | 56            | 2             | 8             | 10            | 25            | —        | —        | —        | —        | —        |
| 2023-24 | St. Louis Blues          | NHL                | 45            | 7             | 6             | 13            | 18            | —        | —        | —        | —        | —        |
| 2023-24 | Springfield Thunderbirds | AHL                | 30            | 13            | 15            | 28            | 24            | —        | —        | —        | —        | —        |

### Reprezentační statistiky
| 2011 | Austrálie | MS divize II | 4 | 4 | 2 | 6 | 4 |
| 2012 | Austrálie | MS divize IB | 5 | 2 | 0 | 2 | 4 |